# Naukowa i Akademicka Sieć Komputerowa – Państwowy Instytut Badawczy

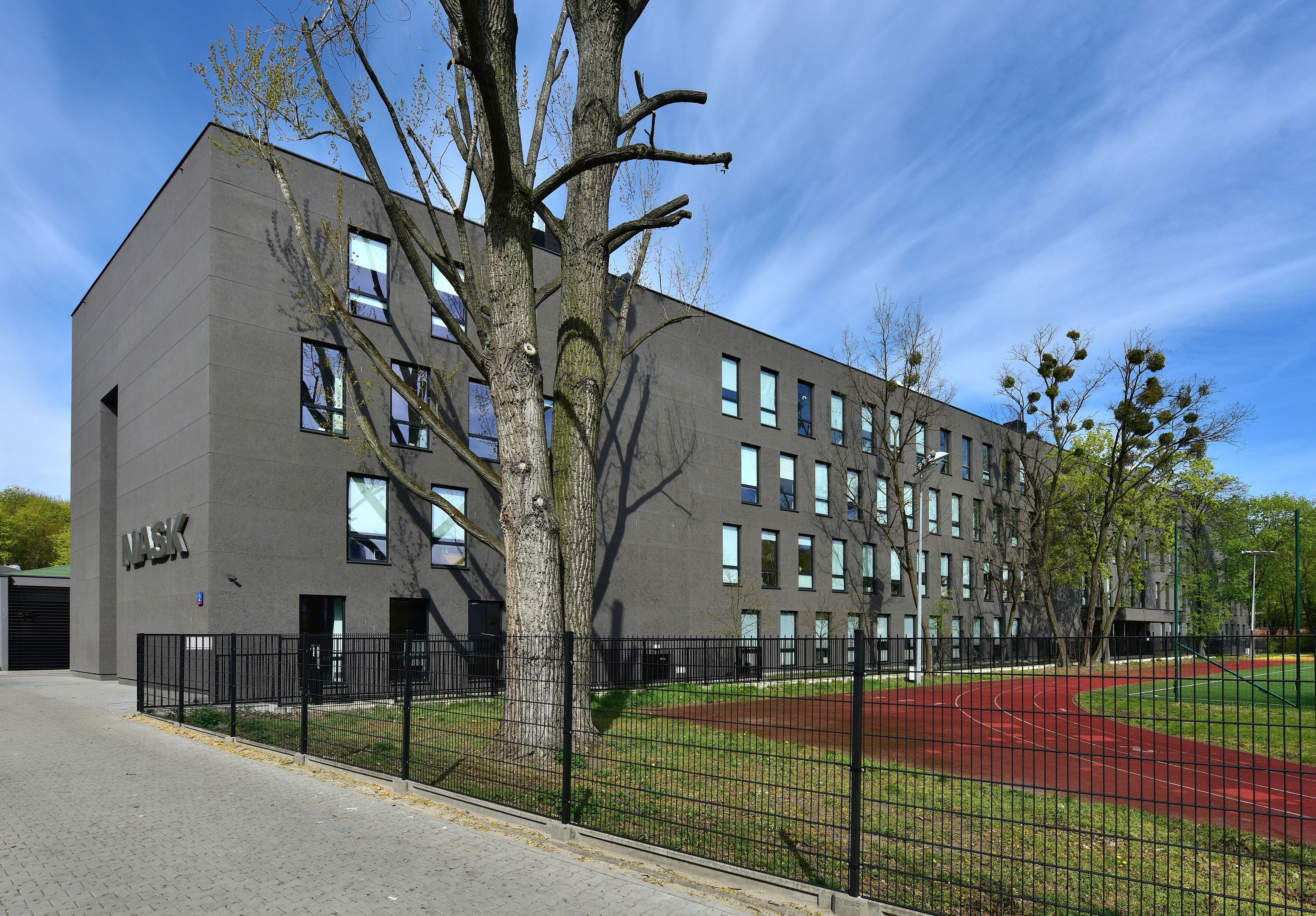
Siedziba NASK przy ul. Kolskiej 12 w Warszawie

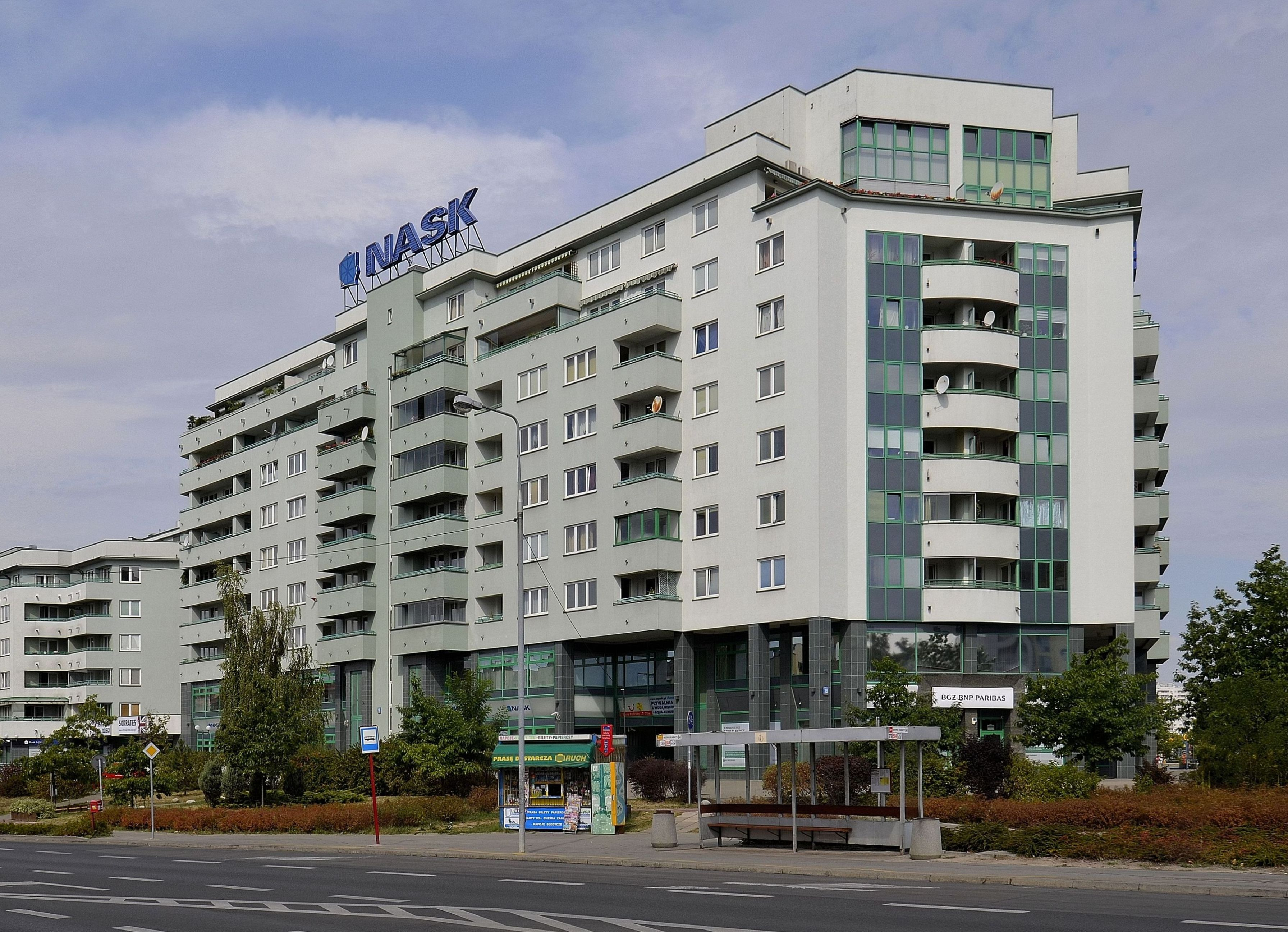
Dawna siedziba NASK przy ul. Wąwozowej 18 w Warszawie

Naukowa i Akademicka Sieć Komputerowa – Państwowy Instytut Badawczy (NASK) – instytut badawczy znajdujący się przy ul. Kolskiej 12 w Warszawie.
NASK pełni funkcję rejestru domen internetowych (DNS) .pl oraz oferuje usługi teleinformatyczne (IP transit, dostęp do Internetu, sieci VPN, usługi VoIP oraz usługi WiMAX).

## Działalność
NASK powstała wiosną 1992 r. przy Uniwersytecie Warszawskim jako zespół koordynacyjny ds. rozwoju akademickich sieci komputerowych (dokładna nazwa: Zespół Koordynacyjny Naukowej i Akademickiej Sieci Komputerowej przy Uniwersytecie Warszawskim). Zespół ten odegrał istotną rolę w podłączeniu Polski do Internetu: nawiązanie po raz pierwszy łączności przy użyciu protokołu IP pomiędzy Instytutem Fizyki Uniwersytetu Warszawskiego a Centrum Komputerowym Uniwersytetu w Kopenhadze nastąpiło 17 sierpnia 1991 r.
Od 1993 r. NASK działa jako jednostka badawczo-rozwojowa prowadząca badania naukowe i prace rozwojowe w zakresie telekomunikacji, teleinformatyki, sieci i usług teleinformatycznych; od dnia 1 października 2010 r. NASK jest instytutem badawczym. NASK jest jednocześnie operatorem telekomunikacyjnym oferującym dostęp do szerokopasmowego Internetu, budowę i utrzymanie sieci korporacyjnych, telefonię klasyczną i telefonię IP, kolokację, hosting, usługi wideokonferencji. Wśród klientów NASK znajdują się instytucje akademickie i naukowe, urzędy administracji państwowej oraz sektor biznesowy. NASK jest członkiem konsorcjum PIONIER, wnosząc istotny wkład merytoryczny w jego prace.
NASK pełni funkcję „registry” – krajowego rejestru nazw internetowych w domenie .pl. Uruchomienie w 2003 r. systemu automatycznej rejestracji domen poprzez protokół EPP (Extensible Provisioning Protocol) umożliwiło wprowadzenie tzw. programu partnerskiego w zakresie rejestracji i utrzymywania nazw domen. Program partnerski NASK jest rozwiązaniem działającym według znanego na świecie modelu określanego jako „registry-registrar”. NASK (registry) udostępnia swoim partnerom (registrars) możliwość samodzielnego rejestrowania nazw domenowych w krajowym rejestrze „.pl”. Partnerem NASK może zostać każda firma, która spełnia wymagane warunki techniczne i formalne. Program partnerski umożliwia abonentom wybór najbardziej atrakcyjnej oferty; mogą oni wybierać usługodawcę spośród wielu polskich i zagranicznych firm oferujących tego rodzaju usługi. Obecnie 100% wszystkich rejestracji domen dokonywanych jest przez partnerów NASK, wśród których największy udział w rynku mają firmy: Home.pl i NetArt. W trzecim kwartale 2014 r. prowadzony przez NASK rejestr domeny.pl przekroczył 2,5 miliona aktywnych nazw w DNS. Z kolei w drugim kwartale 2015 r. odnotowano najwyższą średnią liczbę nowych rejestracji w dotychczasowej historii domeny.pl.
W 2003 r. NASK jako jeden z pierwszych rejestrów na świecie wprowadził obsługę domen ze znakami narodowymi (Internationalized Domain Names). Także w 2003 r. z inicjatywy NASK powstał przy Polskiej Izbie Informatyki i Telekomunikacji sąd polubowny do rozstrzygania sporów związanych z rejestracją i utrzymywaniem domen *.pl. Oprócz samej rejestracji domen NASK oferuje takie usługi jak „Wait List Service” – tzw. „opcja” umożliwiająca wykupienie na trzy lata pierwszeństwa do rejestracji domeny w wypadku, gdyby uległa ona usunięciu, czy „Domain Name Tasting” – usługa polegająca na rejestracji domeny na okres 14 dni w celu przetestowania jej atrakcyjności.
Od grudnia 2011 r. do czerwca 2012 r. trwał prowadzony przez NASK, trzyetapowy proces udostępniania w Polsce domeny.pl zabezpieczonej przez protokół DNSSEC. W pierwszym etapie jego wdrażania nastąpiło przekazanie przez NASK zarządzanych przez siebie domen w formie zabezpieczonej przy pomocy DNSSEC. Drugi etap obejmował uruchomienie przez IANA skrótu z klucza kryptograficznego podpisującego domenę.pl do systemu nazw domenowych. Wdrożenie zakończyło się 4 czerwca przyjmowaniem od abonentów rekordów DS. Wprowadzenie DNSSEC miało utrudnić cyberprzestępcom podszywanie się pod oryginalną witrynę internetową i kierowanie internautów do identycznej lub bardzo podobnej, specjalnie przygotowanej przez nich strony internetowej.
NASK jest członkiem FIRST, TERENA oraz CENTR, co daje mu m.in. prawo pośredniego ingerowania w działania systemu DNS.
W ramach NASK powstał w 1996 r. pierwszy w Polsce zespół reagowania na zagrożenia w sieci (Computer Emergency Response Team) działający pod nazwą CERT Polska. Do zadań CERT Polska należy rejestracja, obsługa i klasyfikacja incydentów naruszających bezpieczeństwo sieci, prowadzenie badań oraz publikacja raportów na temat bezpieczeństwa polskich zasobów Internetu połączona z szeroką działalnością informacyjną i szkoleniową. CERT Polska bierze udział w wielu międzynarodowych projektach i wspiera udział NASK w realizacji unijnego programu „Safer Internet”. Z inicjatywy tego zespołu powstał przy NASK punkt kontaktowy ds. zwalczania nielegalnych treści w Internecie – Dyżurnet.pl.
Od kilkunastu lat NASK oraz działający w jego ramach zespół CERT Polska są organizatorami Konferencji na temat bezpieczeństwa teleinformatycznego SECURE. W jej trakcie omawiane są najnowsze zagrożenia sieciowe i aktualne trendy w cyberbezpieczeństwie. Konferencja jest przeznaczona dla administratorów, członków zespołów bezpieczeństwa oraz praktyków z tej dziedziny.
W NASK działa Polskie Centrum Programu „Safer Internet” powołane w 2005 r. w ramach programu zainicjowanego przez Komisję Europejską. Polskie Centrum tworzą NASK oraz Fundacja Dzieci Niczyje (FDN). Program Komisji Europejskiej „Safer Internet” (uruchomiony w 1999 r.) ma na celu promocję bezpiecznego korzystania z nowych technologii i Internetu wśród dzieci i młodzieży oraz działanie na rzecz zwalczania nielegalnych treści i spamu w Internecie. Od 2005 r. do programu włączona została problematyka związana z zagrożeniami wynikającymi z użytkowania telefonów komórkowych, gier on-line, wymianą plików P2P i innymi formami komunikacji on-line w czasie rzeczywistym (czaty i komunikatory). Polskie Centrum Programu „Safer Internet” podejmuje szereg kompleksowych działań na rzecz bezpieczeństwa dzieci i młodzieży korzystających z Internetu i nowych technologii. Partnerem większości realizowanych przez Centrum projektów jest Fundacja Orange. Jednym z wydarzeń organizowanych przez Polskie Centrum Programu Safer Internet jest Międzynarodowa Konferencja „Bezpieczeństwo dzieci i młodzieży w Internecie”. Jej uczestnikami są przedstawiciele sektora edukacyjnego, organizacji pozarządowych, wymiaru sprawiedliwości i organów ścigania oraz dostawców usług i treści internetowych. Oprócz tego NASK wspólnie z Fundacją Dzieci Niczyje co roku prowadzi obchody Dnia Bezpiecznego Internetu, których centralnym punktem jest konferencja dla przedstawicieli sektora edukacyjnego i profesjonalistów pracujących z dziećmi.
W Laboratoriach Biometrii NASK prowadzone są badania nad rozwojem i zastosowaniem biometrii w celu automatycznej identyfikacji i weryfikacji tożsamości.
W dniu 25 kwietnia 2016 instytut zmienił siedzibę, przenosząc się z budynku przy ul. Wąwozowej 18 do nowego budynku przy ul. Kolskiej 12 w Warszawie. W 2017 r. NASK uzyskała status państwowego instytutu badawczego. Na mocy rozporządzenia Rady Ministrów z dnia 26 stycznia 2018 r. do instytutu został z dniem 1 lutego 2018 r. wcielony Instytut Maszyn Matematycznych.
W 2017 r. NASK został wyznaczony na operatora OSE (Ogólnopolskiej Sieci Edukacyjnej).

## Ataki hakerskie
Serwer NASK stał się obiektem pierwszego poważnego ataku hakerskiego w Polsce, który nastąpił 31 grudnia 1995 roku. Na stronie głównej NASK pojawił się napis „Niezwykle Aktywna Siatka Kretynów”. Grupa hakerska Gumisie, która dokonała ataku, protestowała przeciwko podniesieniu cen za dostęp do Internetu. 
Drugi atak został przeprowadzony w nocy z 25 na 26 października 1997 roku, także przez grupę Gumisie. Na stronę NASK wstawiono mapę Polski z zaznaczonymi 33 miastami. Były to linki prowadzące do zaszyfrowanych danych z hasłami dostępowymi do wielu serwerów.

## Sprawa opcji walutowych
W czerwcu 2009 roku ujawniono fakt prowadzenia przez NASK inwestycji w opcje walutowe. W efekcie nietrafionych decyzji biznesowych NASK stracił około 14 mln złotych, a ówczesny dyrektor Naukowej i Akademickiej Sieci Komputerowej – Maciej Kozłowski – został w trybie nagłym odwołany przez prof. Barbarę Kudrycką, Minister Nauki i Szkolnictwa Wyższego. Na wniosek Ministerstwa Nauki i Szkolnictwa Wyższego prokuratura rozpoczęła śledztwo, mające na celu wyjaśnienie szczegółów sprawy. Sprawa oparła się o Sąd Najwyższy, który uchwałą o sygnaturze III CZP 89/14 z 26 listopada 2014 roku uznał umowę między NASK-iem i bankiem za nieważną. W uchwale Sąd Najwyższy stwierdził, że zarówno działanie NASK, jak i podmiotu pozwanego było sprzeczne z ustawą. Jak podkreślono, strona pozwana pozostawała w pełni świadoma, że NASK swoim działaniem złamał zakaz ustawowy, czym naruszyła zasady współżycia społecznego.

## Dyrektorzy NASK
- Tomasz Hofmokl (Przewodniczący Zespołu Koordynacyjnego NASK przy UW, 1991–1993)
- Tomasz Hofmokl (1993–1999)
- Maciej Kozłowski (2000–2009)[17]
- Krzysztof Malinowski (2009, p.o.)
- Michał Chrzanowski (2009–2016)[21][22]
- Wojciech Kamieniecki (2016–2018)[23]
- Krzysztof Silicki (2018–2019, p.o.)
- Jacek Leśkow (2019–2020)
- Kamil Sitarski (w 2020)
- Wojciech Pawlak (2020–2023)
- Radosław Nielek (od 2023)